# Lubochnia (Łódź)
Lubochnia is een dorp in het Poolse woiwodschap Łódź, in het district Tomaszowski (Mazovië). De plaats maakt deel uit van de gemeente Lubochnia en telt 684 inwoners.